# Christine Dwyer Hickey

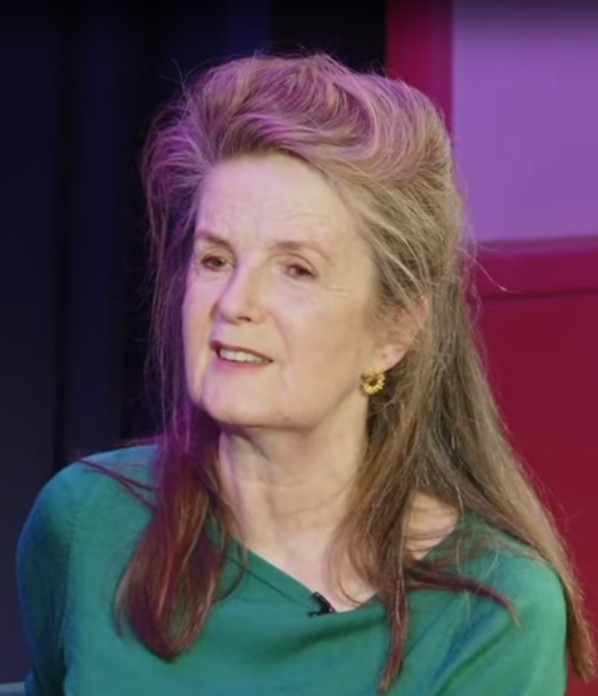
Christine Dwyer Hickey

Christine Dwyer Hickey (geboren als Christine Dwyer 1960 in Dublin) ist eine irische Schriftstellerin.

## Leben
Christine Dwyer wuchs nach der Scheidung der Eltern mit ihren drei Geschwistern bei ihrem Vater auf und besuchte eine Boarding School. Sie ist mit Denis J. Hickey verheiratet; sie haben drei Kinder.
Hickey schreibt Kurzgeschichten und Romane in englischer Sprache. Sie gewann 2012 mit dem  Roman The Cold Eye of Heaven den Kerry Group Irish Fiction Award und erhielt 2020 für The Narrow Land (Schmales Land) den Walter Scott Prize for historical fiction. Auch ihre Kurzgeschichten wurden mehrfach prämiert.
Hickey wurde zum Mitglied der irischen Kunstakademie Aosdána gewählt.

## Werke (Auswahl)
- The Dancer (1995)
- The Gambler (1996)
- The Gatemaker (2000)
- Tatty (2004)
- The Dublin Trilogy (2006–2007)
- Last Train from Liguria (2009)
- The Cold Eye of Heaven (2011)
- The House on Parkgate Street and other Dublin Stories (2013)
- The Lives of Women (2015)
- Snowangels. Theaterstück. (2015)
- The Narrow Land (2019)
  - Schmales Land. Roman. Übersetzung Uda Strätling. Zürich : Unionsverlag, 2023